# Aemona oberthuri
Aemona oberthuri är en fjärilsart som beskrevs av Hans Ferdinand Emil Julius Stichel 1906. Aemona oberthuri ingår i släktet Aemona och familjen praktfjärilar. Inga underarter finns listade i Catalogue of Life.